# Liste der Monuments historiques in Saint-Firmin (Meurthe-et-Moselle)
Die Liste der Monuments historiques in Saint-Firmin führt die Monuments historiques in der französischen Gemeinde Saint-Firmin auf.

## Liste der Objekte
| Bezeichnung                      | Beschreibung                                                           | Standort                        | Kennzeichnung | Schutzstatus | Datum | Bild |
| -------------------------------- | ---------------------------------------------------------------------- | ------------------------------- | ------------- | ------------ | ----- | ---- |
| Skulptur Heilige Barbara         | Stein, farbig gefasst, 16. Jahrhundert                                 | in der Kapelle St-Firmin (Lage) | PM54000810    | Classé       | 1965  |      |
| Skulptur eines heiligen Bischofs | Stein, farbig gefasst, 16. Jahrhundert                                 | in der Kapelle St-Firmin (Lage) | PM54000809    | Classé       | 1965  |      |
| Kelch und Patene                 | Silber, vergoldet, Anfang des 19. Jahrhunderts                         | in der Kirche St-Firmin (Lage)  | PM54000813    | Classé       | 1982  |      |
| Pietà                            | Stein, farbig gefasst, 16. Jahrhundert                                 | in der Kapelle St-Firmin (Lage) | PM54000811    | Classé       | 1965  |      |
| Monstranz                        | Silber und Kupfer, versilbert und vergoldet, Ende des 18. Jahrhunderts | in der Kirche St-Firmin (Lage)  | PM54000812    | Classé       | 1982  |      |